# John Goldthorpe
John Harry Goldthorpe CBE, FBA (1935) és un sociòleg britànic. És membre emèrit del Nuffield College d'Oxford. Els seus principals interessos de recerca es troben en els camps de l'estratificació social i la mobilitat, i la macrosociologia comparada. També escriu sobre qüestions metodològiques en relació amb la integració de la recerca empírica, quantitativa i la teoria amb un enfocament particular en els problemes de causalitat.
Goldthorpe és membre de l'Acadèmia Britànica, membre estranger de la Reial Acadèmia Sueca de Ciències, membre de l'Acadèmia Europaea, membre honorari de l'Acadèmia Europea de Sociologia i membre honorari de la Royal Statistical Society.

## Obres destacades
- 1968 The Affluent Worker: Industrial Attitudes and Behaviour. Cambridge: Cambridge University Press.
- 1968 The Affluent Worker: Political Attitudes and Behaviour. Cambridge: Cambridge University Press.
- 1969 The Affluent Worker in the Class Structure. Cambridge: Cambridge University Press.
- 1974 The Social Grading of Occupations: A New Approach and Scale.   Oxford: Clarendon Press.
- 1980 Social Mobility and Class Structure in Modern Britain. Oxford: Clarendon Press (2nd revised and enlarged edition, 1987).
- 1992 The Constant Flux: A Study of Class Mobility in Industrial Societies. Oxford: Clarendon Press.
- 2000 On Sociology: Numbers, Narratives and the Integration of Research and Theory. Oxford: Oxford University Press.
- 2007 On Sociology (2nd revised and enlarged, 2 volume edition). Stanford: Stanford University Press.
- 2008 From Indifference to Enthusiasm: Patterns of Arts Attendance in England. London: Arts Council England.
- 2016 Sociology as a Population Science. Cambridge: Cambridge University Press.
- 2018 Social Mobility and Education in Britain: Research, Politics and Policy. Cambridge: Cambridge University Press.
- 2021 Pioneers of Sociological Science: Statistical Foundations and the Theory of Action. Cambridge: Cambridge University Press.